# 塞欧达莱格尔
塞欧达莱格尔（法語：Céaux-d'Allègre，法語發音：[seo dalɛɡʁ]，意为“阿莱格尔的塞欧”）是法国上卢瓦尔省的一个市镇，属于勒皮区。该市镇总面积32.41平方公里，2009年时的人口为453人。

## 人口
塞欧达莱格尔人口变化图示